# تیاگو نوس
تیاگو نوس (انگلیسی: Thiago Nuss؛ زادهٔ ۲ فوریهٔ ۲۰۰۱) بازیکن فوتبال اهل آرژانتین است.
از باشگاه‌هایی که در آن بازی کرده‌است می‌توان به باشگاه فوتبال آرژانتینوس جونیورز اشاره کرد.